# 原田ジュン
原田ジュン（原田 淳1955年6月9日 - ）は、日本のロックドラマーである。
神奈川県平塚市出身。身長170cm,血液型B型。
ミスタースリムカンパニーを経てカルメン・マキ&5Xの初代ドラマー。
また様々なアーティストのサポートドラマーとしても精力的に活動中。
現在はSaybow&theR+X+Sの他、横浜銀蝿の翔とDramatic 50'Sの川戸昌和率いるBlue Moon Boysのドラムも担当している。

## 人物
- ANTHEMのドラマーであった大内貴雅は彼の一番弟子である。

## ディスコグラフィ
カルメン・マキ&5X
- HUMAN TARGET（1982年 東芝EMI）
- LIVE X（1982年 東芝EMI）
- CARMEN MAKI'S 5X（1983年 東芝EMI）

Saybow&theR+X+S
- REFRESH(1990/3/5) 日本クラウン
- BEST OF MY FRIENDS(1990/9/10) 日本クラウン

Blue Moon Boys
- 夢の落書き(2017/6/28)SOLID RECORDS